# Aspersório

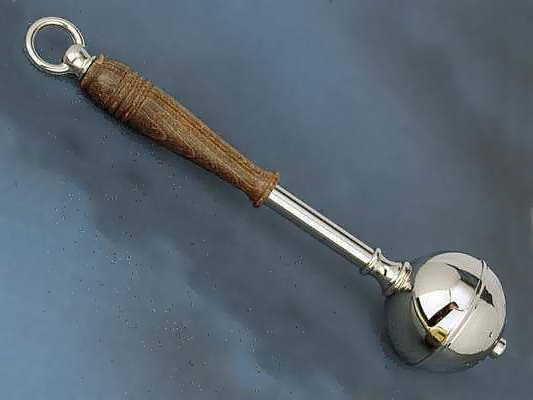
Aspersório

Aspersório (latim: aspergillum; aspergere – aspergir) é um pequeno objeto onde se coloca água benta para o sacerdote aspergir o povo, lugares e objetos a serem abençoados.
Alguns ainda podem ser usados com uma caldeirinha onde se deposita a água. 